# Astrid Krus
Astrid Krus ist eine deutsche Wissenschaftlerin und Hochschullehrerin auf dem Gebiet der Psychomotorik.

## Ausbildung
Astrid Krus begann ihr Studium Anglistik und Sport für das Lehramt der Sekundarstufe II an der Philipps-Universität Marburg, das sie 1981 mit dem ersten Staatsexamen abschloss. Im Rahmen ihres Studiums verbrachte sie auch ein Jahr an der University of Bristol in England. Später absolvierte sie einen Aufbaustudiengang Motologie an der Philipps-Universität Marburg, den sie mit einem Diplom abschloss. Zwischen 1997 und 2001 promovierte sie an der Philipps-Universität Marburg. Ihre Dissertation mit dem Titel Mut zur Entwicklung. Das Konzept der psychomotorischen Entwicklungstherapie wurde 2004 im Hofmann Verlag veröffentlicht.

## Beruflicher Werdegang
Nach Abschluss ihres Studiums arbeitete Astrid Krus als Diplom-Motologin beim psychiatrisch-neurologischen Gesundheitsdienst der Stadt Düsseldorf von 1987 bis 1989. Anschließend war sie von 1987 bis 2004 als Diplom-Motologin im Kinderneurologischen Zentrum Düsseldorf tätig, wo sie sich auf Diagnostik und Therapie entwicklungsbeeinträchtigter Kinder im Vorschul- und Schulalter spezialisierte. Von 2004 bis 2009 war sie Leiterin der Deutschen Akademie für Psychomotorik (dakp).
Seit September 2009 ist Astrid Krus Professorin und Studiengangskoordinatorin an der Hochschule Niederrhein im Bereich Bildung und Erziehung in der Kindheit. Dort lehrt sie unter anderem Erziehungswissenschaftliche Grundlagen, Psychomotorische Entwicklungsförderung im Kindes- und Jugendalter sowie Didaktik und Methodik der Bildungsbereiche mit Schwerpunkt Bewegung, Psychomotorik und Gesundheit. Sie leitete auch das Projekt der Hochschule Niederrhein „Forscherkids“, eine deutsch-niederländische Kooperation im Bereich der naturwissenschaftlich-technischen Früherziehung. Ein weiteres Projekt, an dem sie beteiligt war, befasste sich mit der Bildungsförderung für Kinder von 0 bis 10 Jahren in Kindertageseinrichtungen und Schulen im Primarbereich in Nordrhein-Westfalen. Seit 2021 ist sie ebenfalls Prodekanin am Fachbereich Sozialwesen der HS Niederrhein. Zusätzlich ist sie seit 2023 Herausgeberin der Buchreihe „Psychomotorische Praxis“.

## Schriften
Bücher:
- Mut zur Entwicklung. Das Konzept der psychomotorischen Entwicklungstherapie (Dissertation, Hofmann Verlag, 2004) ISBN 3-7780-7026-6
- Psychomotorik in sozialpädagogischen Arbeitsfeldern. (Verlag Kohlhammer, 2014) ISBN 978-3-17-022684-5

Artikel in Fachzeitschriften
- Die Ausarbeitung von Therapiezielen als zentraler Bestandteil der begleitenden Elternarbeit In: motorik, 2004, 2(27), 74–80
- Der Ernst des Lebens – Einschulung als Entwicklungsaufgabe für die gesamte Familie In: motorik, 2008, 4, 196–200
- „Vom Kindergarten- zum Schulkind. Übergänge durch psychomotorische Angebote unterstützen“ In: Praxis der Psychomotorik, 2009, 34(3), 142–146
- Was Hänschen nicht lernt...? Lernen und ressourcenorientierter Unterricht aus der Perspektive der Entwicklungspsychologie In: Pädagogik, 2010, 63(6), 40–45
- Transition – den Übergang in die Grundschule psychomotorisch begleiten. In: FI ,30 (1), S. 26–36. 2011 DOI:10.2378/fi2011.art03d.
- Psychomotorische Förderung als Service Learning Projekt. In: motorik 39 (1), S. 4. 2016 DOI:10.2378/mot2016.art02d.
- Lehren lernen – Qualifikation für Lehrende im Themenfeld Bewegung. In: motorik 39 (3), S. 116. 2016 DOI:10.2378/mot2016.art22d.
- Spielräume der Entwicklung. Das Potenzial lebensweltgebundener Spiel- und Bewegungsräume. In: motorik 42 (3), S. 112–117. 2019 DOI:10.2378/mot2019.art19d.
- Die psychomotorische Schule. Bewegter Übergang – Bewegtes Lernen – Bewegte Förderung. In: motorik 43 (1), S. 4–9. 2020 DOI:10.2378/mot2020.art02d.